# Liste des clochers-murs de Lot-et-Garonne
Cet article recense les édifices religieux de Lot-et-Garonne, en France, munis d'un clocher-mur.

## Liste

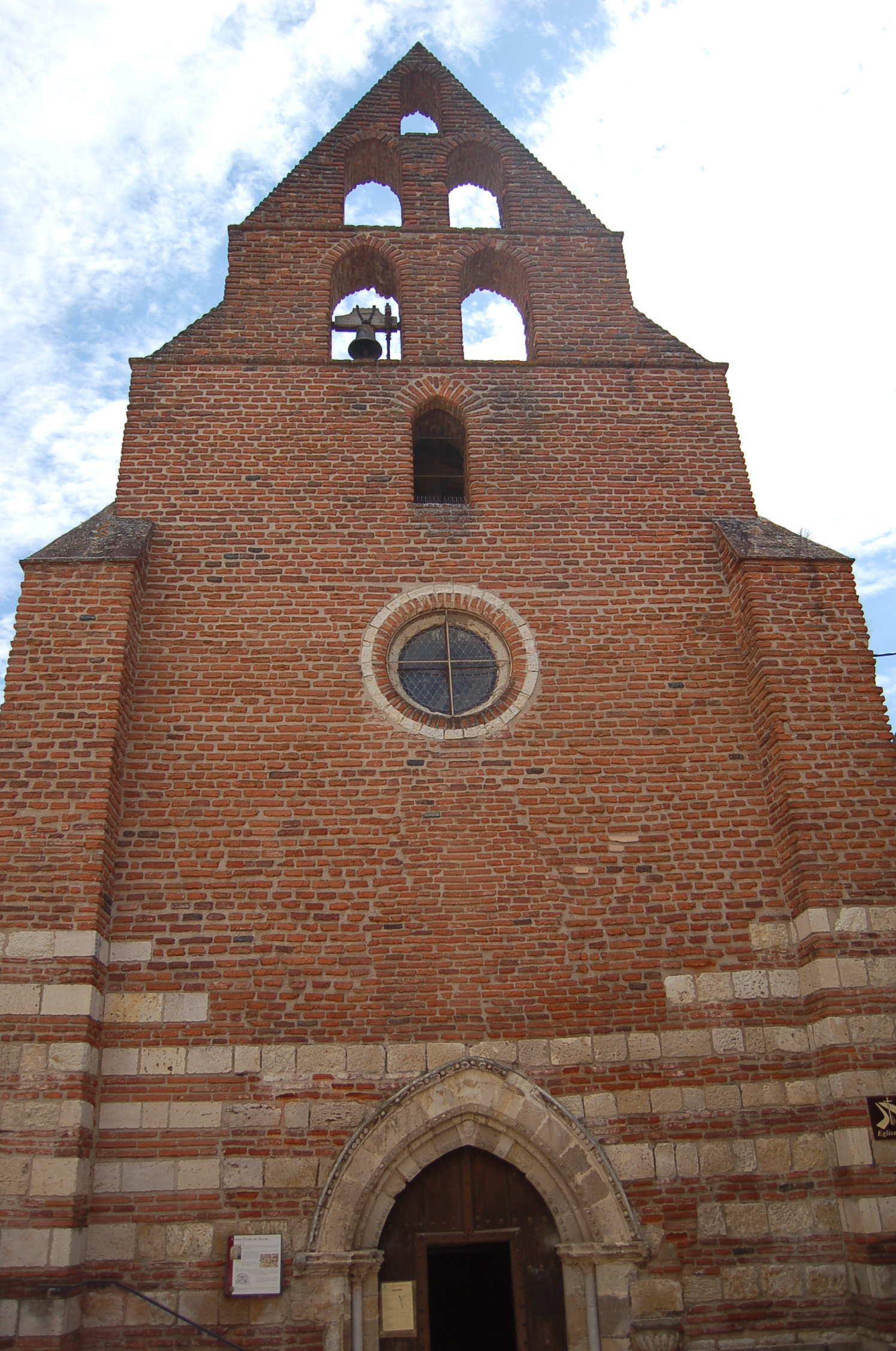
Notre-Dame du Bourg, Agen
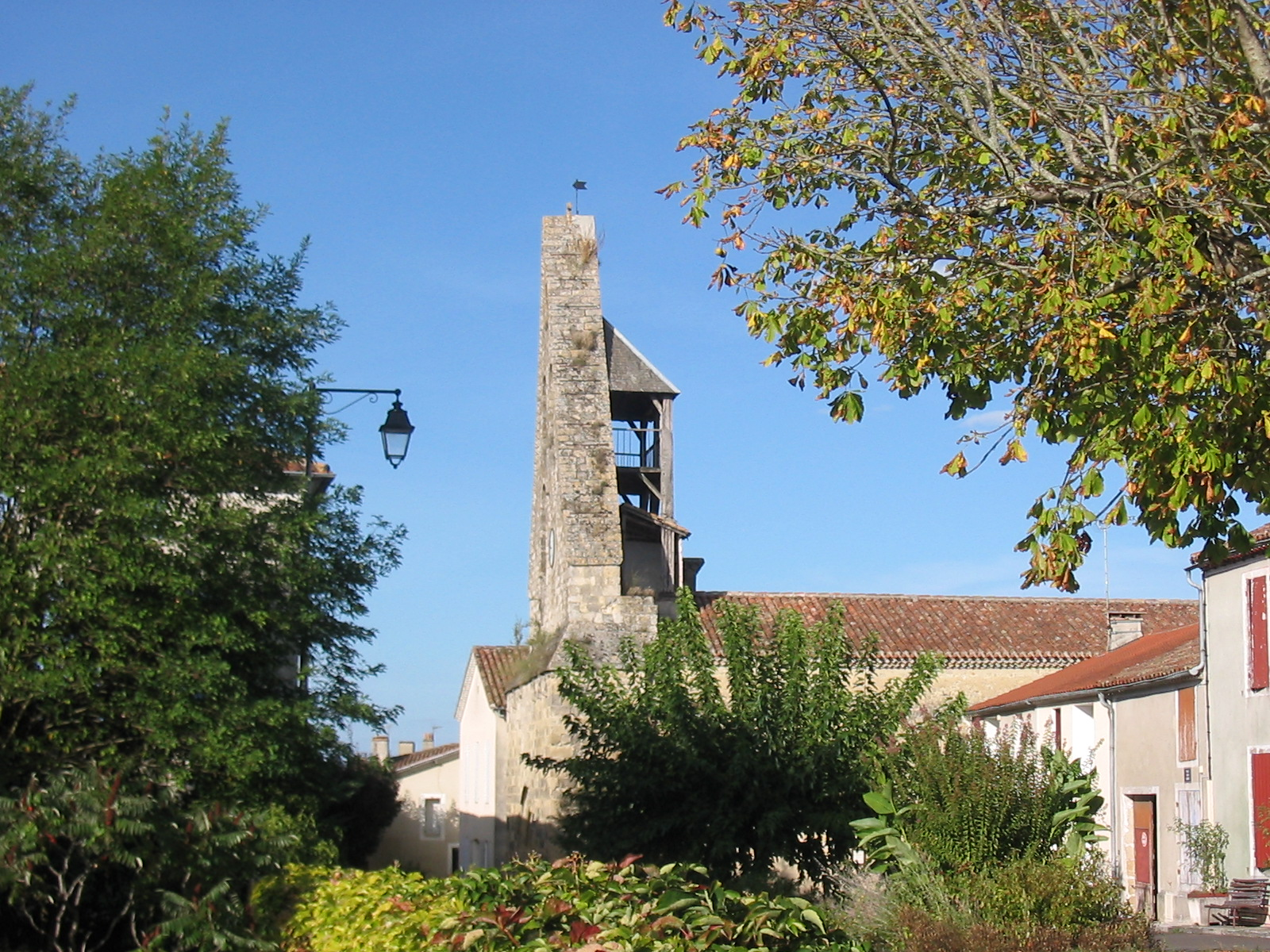
Moncrabeau
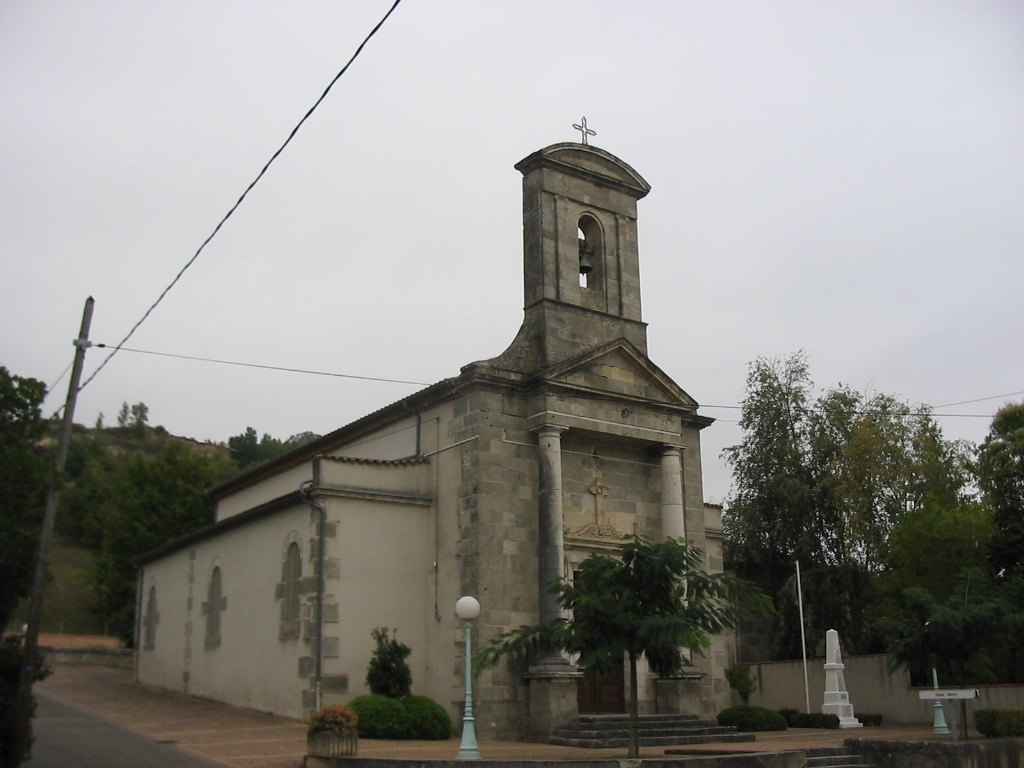
Nicole
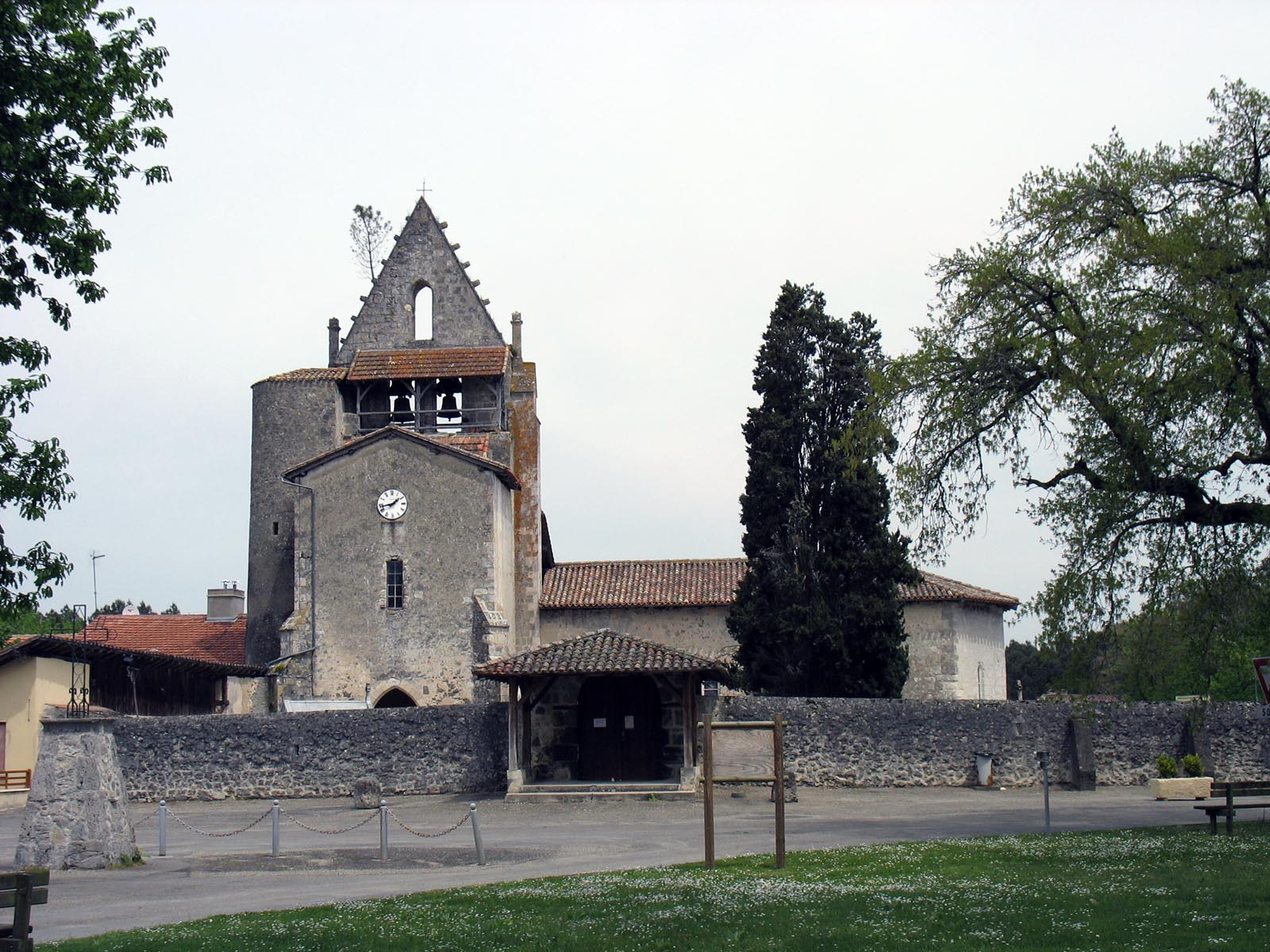
Pompogne
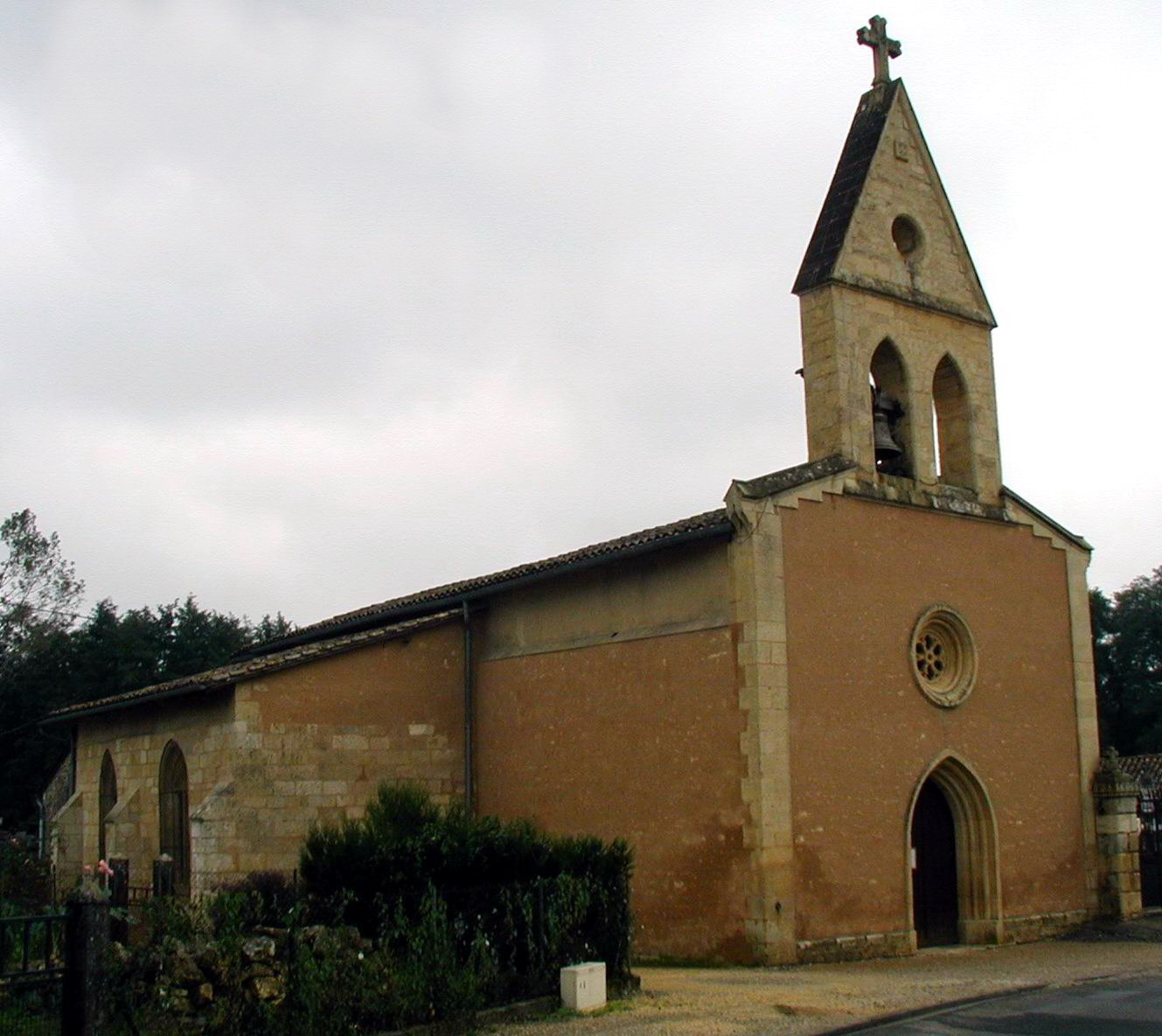
Salles
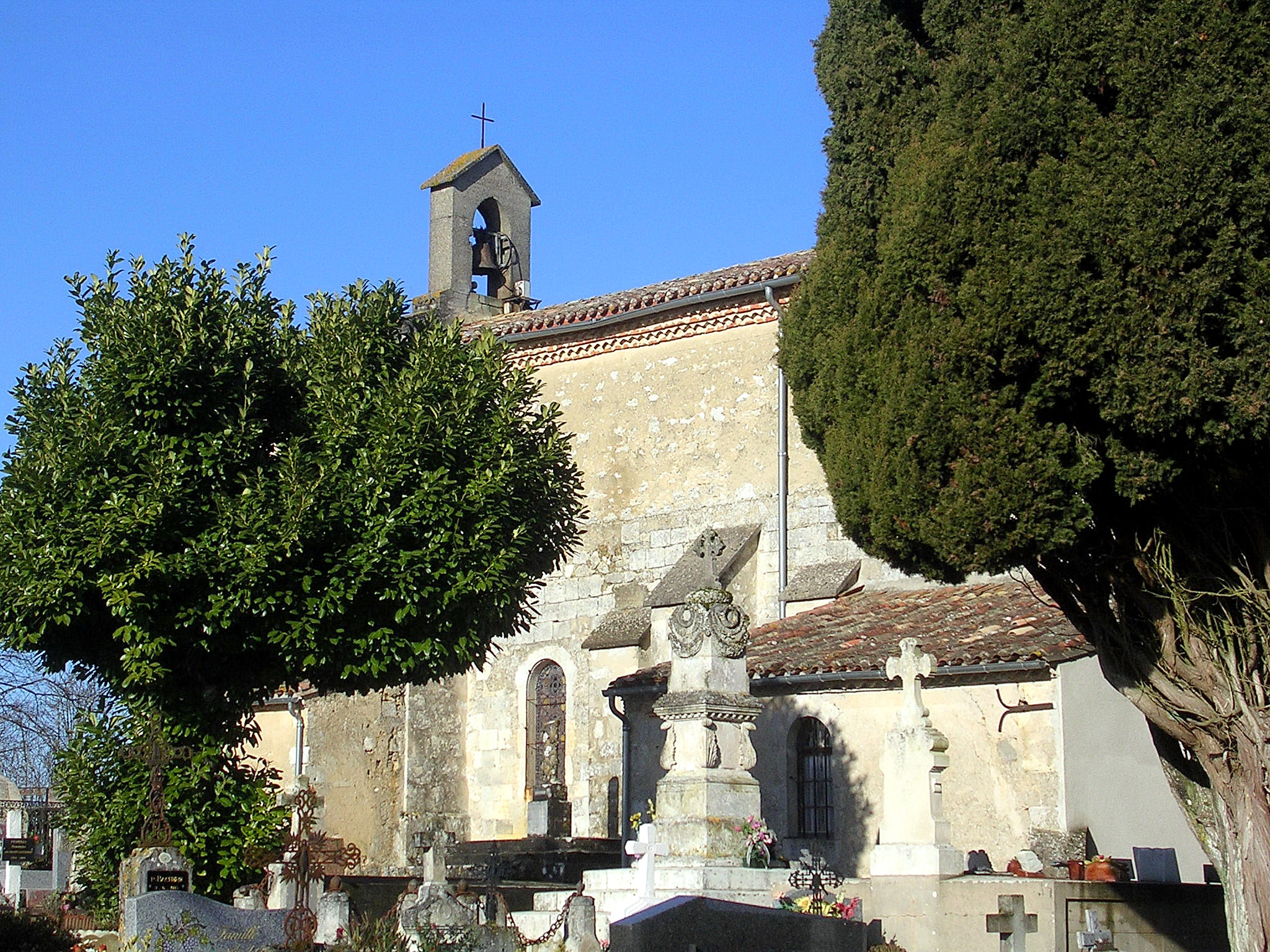
Xaintrailles
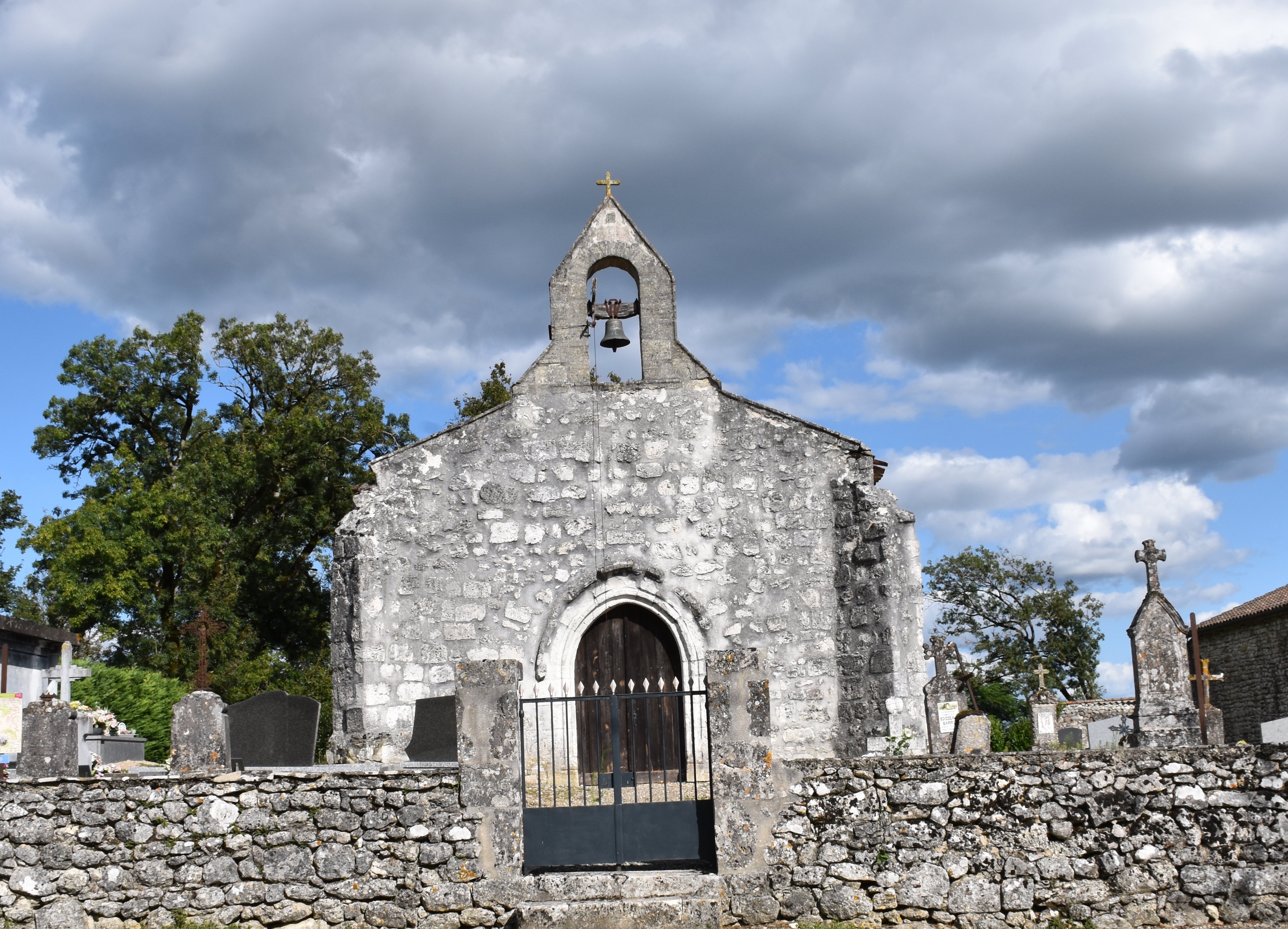
Eglise Notre-Dame de Bernac
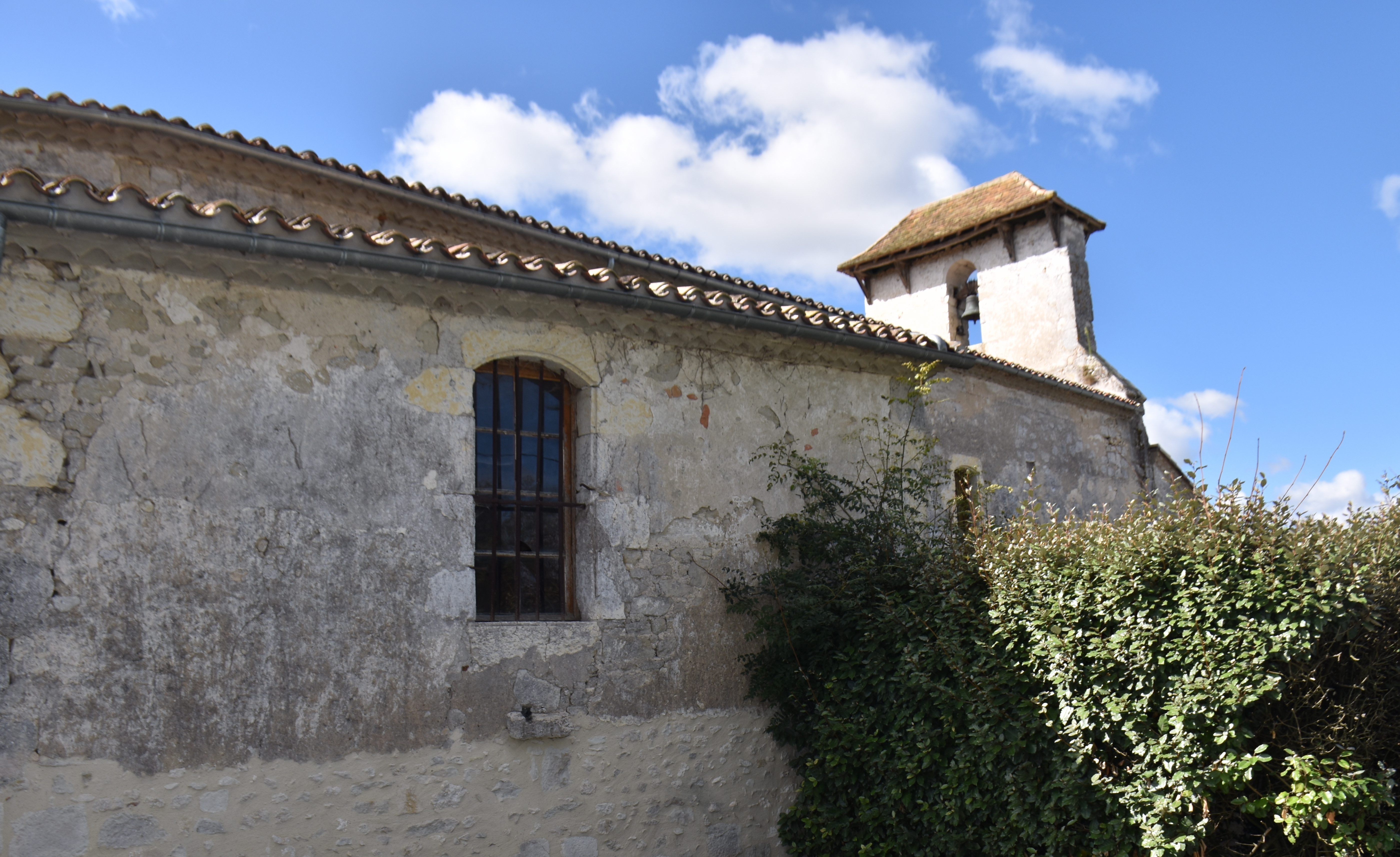
Eglise Saint-Dizier de Cavarc.

- Agen, église Notre-Dame du Bourg
- Agnac, église Saint-Jean-Baptiste
- Allons, églises Saint-Christophe, Saint-Clair de Gouts et Notre-Dame de Lubans
- Antagnac, église Saint-Jean-Baptiste
- Argenton, église Saint-Étienne
- Armillac, église Notre-Dame
- Beauziac, église Saint-Ferréol et chapelle Sainte-Radegonde
- Bouglon, église Saint-Pierre de Bouglon-Vieux
- Bourgougnague, église Saint-Laurent
- Cambes, église Notre-Dame
- Cavarc , église Saint-Dizier
- Caubon-Saint-Sauveur, églises Sainte-Catherine et Saint-Sauveur
- Cazeaux, église Saint-Jean-Baptiste
- Colayrac-Saint-Cirq, église Saint-Cirq-et-Sainte-Julitte de Saint-Cirq
- Dolmayrac, église Saint-Martin
- Gaujac, église Saint-Paul
- Gontaud-de-Nogaret, église Notre-Dame
- Grézet-Cavagnan, églises Saint-Caprais de Grézet et Saint-Hilaire de Cavagnan
- Guérin, églises Saint-Christophe d’Esquerdes et Notre-Dame de Fontet
- Jusix, église Saint-Jean-Baptiste
- Labastide-Castel-Amouroux églises Notre-Dame de Labastide, Notre-Dame de Veyries et Saint-Gény
- Lannes, églises Notre-Dame, Saint-Jean-Baptiste de Cazeaux et Saint-Jean de Villeneuve-de-Mézin
- Lauzun , Église Saint-Pastour de Queyssel
- Lévignac-de-Guyenne, église Sainte-Croix
- Leyritz-Moncassin, églises Notre-Dame-des-Prés, Notre-Dame de Lussac et Saint-Pierre de Leyritz
- Loubès-Bernac, église Saint-Pierre de Loubès
- Loubès-Bernac, église Notre-Dame de l'Assomption de Bernac
- Marmande, églises Saint-André de Bouilhats, Saint-Vincent de Coussan et Sainte-Madeleine
- Mauvezin-sur-Gupie, église Saint-Pierre
- Meilhan-sur-Garonne, église Saint-Barthélemy de Tersac
- Moncrabeau, église Saint-Sigismond de Vialère
- Monteton, église Notre-Dame
- Montpouillan, églises Saint-Étienne et Saint-Jean
- Nicole, église Saint-Symphorien
- Pardaillan, église Notre-Dame
- Pindères, église Saint-Pierre-et-Saint-Paul
- Pompogne, église Saint-Jean-Baptiste
- Poussignac, église Saint-Martin
- Puch-d'Agenais, église Notre-Dame-de-la-Nativité de Vignes
- Puymiclan, église Saint-Pierre-de-Londres
- Puysserampion, église Saint-Jean-Baptiste
- Roquefort, église Saint-Jacques
- Ruffiac, églises Saint-Pierre-ès-Liens et Saint-Martin de Bachac
- Saint-Géraud, église Saint-Géraud
- Saint-Martin-Curton, église Saint-Martin
- Saint-Pierre-sur-Dropt, église Saint-Pierre
- Sainte-Bazeille, église Sainte-Bazeille
- Sainte-Gemme-Martaillac, églises Sainte-Gemme et Saint-Pierre-ès-Liens de Martaillac
- Sainte-Marthe, églises Sainte-Marthe et Saint-Sauveur
- Salles, églises Saint-Vincent et Saint-Pierre de Vauris
- Savignac-de-Duras, église Saint-Vincent
- Soumensac, église Saint-Jean
- Tourtrès, église Saint-Pierre
- Virazeil, église Sainte-Abondance
- Xaintrailles, église Saint-Jean-Baptiste